# 어린 황소
어린 황소 (네덜란드어: De jonge stier, 영어: The Young Bull) 또는 황소 (네덜란드어: De Stier, 영어: The Bull)은 네덜란드 황금시대 회화로 활동했던 파울뤼스 포터르의 유화 작품으로 황소들을 묘사한 그림이다. 네덜란드 헤이그의 마우리츠하위스 미술관에 소장되어 있다.
그림 속 대상의 실물 크기 정도로 그려진 대형 그림으로, 다른 것도 아닌 특정 동물 하나를 위풍당당하게 다루면서 회화 장르의 위계질서에 도전하려는 특이한 동물화 작품으로 평가받는다. 거대한 캔버스로 하여금 날아다니는 파리의 숫자도 헤아릴 수 있을 만큼 사실주의에 입각한 세부묘사를 담을 수 있도록 하였으며, 그림이 그려질 당시는 물론 19세기에 이르러서 찬사와 비판을 동시에 받았던 작품으로 볼 수 있다.

## 소개

### 역사
그림 속에는 서명과 함께 제작연도가 1647년으로 표기되어 있다. 그림을 그린 파울뤼스 포터르는 1625년 11월생으로, 이 연도대로라면 포터르의 나이는 겨우 22세였다. 파울뤼스 포터르는 1654년 29세의 나이로 사망하였다.
처음 그려진 이후 오라녜 공작 빌럼 5세가 구매하여 전용 갤러리의 소장품으로 두었으며, 1795년 나폴레옹이 네덜란드를 침공하면서 이 그림도 파리로 옮겨져 루브르 박물관에 전시된 적이 있었으며, 1815년 환수조약을 통해 네덜란드로 반환되었다. 현재는 마우리츠하위스 미술관에 소장되어 있다.
18세기~19세기 들어서 이 그림은 더욱 높이 평가받기 시작하였는데, 1870년대 프랑스 예술가이자 비평가였던 외젠 프로망탱은 렘브란트의 《야경》, 《튈프 교수의 해부학 강의》와 더불어 네덜란드에서 가장 유명한 그림 세 작품 중 하나라고 단언할 수 있다는 평가를 남겼다.

### 상세
원래는 정말로 황소 한 마리만 그린 구도였으나, 기존 캔버스의 양쪽과 상단에 판자조각을 덧대어 전원 풍경을 확장시킨 모습으로 완성되었다. 그림 속 무대는 실존하는 마을로 네덜란드의 델프트와 헤이그 사이에 위치한 레이스베이크이다. 포터르는 평소에도 동물 그림에 일가견이 있는 화가였지만, 그러한 평소 작품 가운데서도 본 작품은 가장 크게 그려진 것으로 다른 작품들은 훨씬 작은 크기로 그렸다. 본 작품과 비교할 만한 다른 작품은 역시 실물 크기로 그려진 승마초상화를 제외하면 전무하다.
황소는 이전까지의 유럽 미술에서 간과되었던 동물이지만 네덜란드인들에게는 번영의 상징이었다. 때문에 네덜란드 황금시대 회화에서 말 다음으로 가장 많이 다뤄진 동물이었다. 마찬가지로 이탈리아에서는 염소를 상징적인 동물로 여겼다. 똑같이 실물 크기의 새를 당당하게 다룬 얀 아셀레인의 《위협받은 백조》 (1650년)처럼, 황소도 당대 네덜란드의 상징으로서 받아들여질 수 있었다. 그러나 이처럼 상징적인 동물화는 이후로도 거의 없었을 것으로 보이며, 이에 비견될 만한 영국 조지 스터브스의 《휘슬재킷》 (1762년)도 본 그림이 그려진 지 100년이 흐른 뒤에야 그려지게 되었다.
한편 가축전문가들은 그림 속 황소의 해부학적인 묘사 몇 가지 부분에 의거하여, 서로 다른 연령대의 동물 여섯 마리를 연구하여 하나로 반영한 것으로 보인다는 분석을 내놓기도 하였다.

## 참고 문헌
- Fromentin, Eugène, Les Maîtres d'autrefois, 1876, translated as "The Masters of Past Time", Phaidon, 1981, ISBN 071482142X
- MacLaren, Neil, The Dutch School, 1600–1800, Volume I, 1991, National Gallery Catalogues, National Gallery, London, ISBN 0947645993
- Potter, Polxeni, "The Bull (detail), 1647, By Paulus Potter (1625-1654)". Emerg Infect Dis [serial on the Internet]. 2001 Jan-Feb, accessed 3 May 2015,  DOI: 10.3201/eid0701.AC0701
- Slive, Seymour, Dutch Painting, 1600–1800, Yale UP, 1995,ISBN 0300074514
- Walsh, Amy L., "Potter (i)." Grove Art Online, Oxford Art Online. Oxford University Press. Web. 3 May. 2015. subscription required